# Belastingschuld
Een belastingschuld is een schuld met betrekking tot belastingen. Het is een gangbaar begrip in de belastingwetenschappen, waar het op verschillende manieren wordt gehanteerd.
- Een latente belastingschuld is een belastingschuld die nog niet bestaat, maar op een dag wel zal ontstaan en uiteraard eens ook betaald zal moeten worden. Daarom wordt, ondanks dat de schuld nog niet afdwingbaar is, hier wel van tevoren rekening mee gehouden. Een voorbeeld hiervan is een onderneming die een hogere waarde heeft dan fiscaal in de boeken staat. Eens zal de ondernemer over dit verschil belasting moeten betalen, er is dus een latente belastingschuld. Men spreekt ook wel van een fiscale claim.
- Een materiële belastingschuld is een belastingschuld die voortvloeit uit de toepassing van de belastingwetten. Als iemand bijvoorbeeld een inkomen van € 50.000 verdient, heeft hij bij een tarief van bijvoorbeeld 10% voor de inkomstenbelasting een materiële belastingschuld van € 5.000 opgebouwd. Deze schuld is nog niet afdwingbaar; eerst moet de schuld geformaliseerd worden.
- Een formele belastingschuld is de belastingschuld die door formalisering afdwingbaar is geworden. Formalisering vindt plaats door de werking van formeel belastingrecht op de materiële belastingschuld. Als de eerder als voorbeeld genoemde 50.000 euro nu worden aangegeven en er een belastingaanslag volgt, dan is hiermee de belastingschuld afdwingbaar geworden. Er is nu een formele belastingschuld ontstaan.
- Bij een naheffings- of navorderingsaanslag verandert de materiële belastingschuld niet, maar formaliseert de Belastingdienst een deel van de schuld die eerder over het hoofd was gezien. Met andere woorden: de schuld bestond wel maar de Belastingdienst kon hem niet formaliseren omdat men over onvoldoende of onjuiste inlichtingen beschikte. Wanneer dit aan opzet of schuld van de belastingplichtige te wijten is, kan sprake zijn van een strafbaar feit, dat eventueel tot een boete of strafvervolging kan leiden.
- Een verjaarde belastingschuld is een materiële belastingschuld die nooit is geformaliseerd en nu door verjaring niet meer afdwingbaar kan worden. Er resteert een natuurlijke verbintenis. Hoewel verjaring van belastingschulden zo goed als nooit voorkomt, is de standaardprocedure dat de Belastingdienst de belastingplichtige zal vragen de belasting alsnog vrijwillig te betalen. Betaalt de belastingplichtige niet dan kan de Belastingdienst niets doen om de betaling van de schuld alsnog af te dwingen, maar betaalt hij wel, dan is er verschuldigd betaald en kan de betaling niet als onverschuldigde betaling worden teruggevorderd.

Wanneer een fiscaal delict is begaan met betrekking tot een belastingschuld kan een boete opgelegd worden. Ook kunnen zowel heffings- als invorderingsrente worden berekend. Deze bedragen zullen daarmee ook tot de belastingschuld gaan behoren. Wie dus slechts de schuld betaalt zonder rente of boete (bijvoorbeeld omdat hij of zij het daar niet mee eens is) zal dus een deel de schuld niet voldaan hebben. De Belastingdienst zal in zo'n geval ook het restant invorderen.